# Triplophysa waisihani
Triplophysa waisihani är en fiskart som beskrevs av Cao och Zhang 2008. Triplophysa waisihani ingår i släktet Triplophysa och familjen grönlingsfiskar. Inga underarter finns listade i Catalogue of Life.